# NK Slavonija NLT
NK Slavonija NLT je nogometni klub iz Normanaca, Luga Subotičkog i Topolina u općini Koška nedaleko Našica u Osječko-baranjskoj županiji.
Klub je osnovala mladež iz tri navedena sela u ljeto 2021., te su primljeni kao punopravna članica Nogometnog središta Našice i Nogometnog saveza Osječko-baranjske županije. Trenutačno u natjecanju od jeseni je ekipa seniora u sklopu 3. ŽNL Liga NS Našice. Domaće utakmice klub planira igrati na stadionu NK Mladost Breznica Našička.
Od kolovoza 2023. klub je preveo u stanju mirovanja, da bi ponovno se reaktivirao u srpnju 2024.

## Vanjske poveznice
- https://www.radionasice.hr/godisnja-skupstina-nogometnog-sredista-nasice/